# Aphaniosoma trisetum
Aphaniosoma trisetum is een vliegensoort uit de familie van de Chyromyidae. De wetenschappelijke naam van de soort is voor het eerst geldig gepubliceerd in 1998 door Ebejer.